# Muksudpur
Muksudpur är ett underdistrikt i Bangladesh. Det ligger i den centrala delen av landet, 70 km sydväst om huvudstaden Dhaka.
Trakten runt Muksudpur består till största delen av jordbruksmark. Runt Muksudpur är det mycket tätbefolkat, med 1 056 invånare per kvadratkilometer.